# Holocompsa cyanea
Holocompsa cyanea är en kackerlacksart som beskrevs av Hermann Burmeister 1838. Holocompsa cyanea ingår i släktet Holocompsa och familjen Polyphagidae. Inga underarter finns listade i Catalogue of Life.